# Live 1988
Live at Wembley July 16, 1988 es un DVD de concierto en vivo del cantante estadounidense Michael Jackson. Fue lanzado el 8 de septiembre de 2012 por Epic Records. Primero, fue lanzado junto al disco Bad 25, y después individualmente. Este es el tercer concierto del artista en ser publicado en formato casero, (primero fue el Live in Bucharest: The Dangerous Tour en DVD, y después el HIStory World Tour: Live in Seoul en VHS). La grabación de este concierto tuvo lugar en el Bad World Tour, como promoción a su álbum Bad.
Este concierto en particular tuvo lugar el 16 de julio de 1988 en el Estadio de Wembley en Londres, Reino Unido, ante una multitud agotada de 72.000 personas, entre las que se encontraban Princesa Diana de Gales y Príncipe Carlos de Gales. Al saber esto Jackson quitó de la lista de canciones, la canción "Dirty Diana", por respeto a la princesa, pero esta le confesó que era su canción favorita. El propio Michael durante un documental realizado en el año 2002 declaró que en ese momento ya no era posible añadirla de nuevo al setlist, pero a pesar de esto último podemos corroborar que la canción si se pudo interpretar tanto en la versión pro, cómo en la versión amateur del concierto. Además para que "Dirty Diana" se pudiera interpretar, se tuvo que quitar "The Way You Make Me Feel" del setlist. Debido a esto último "Man in the Mirror" se llevó a cabo con la vestimenta de la canción "Bad".
Además de este concierto, el DVD también añade la actuación de la noche anterior, "The Way You Make Me Feel" y "I Just Can't Stop Loving You", y "Bad" del 26 de septiembre de 1987 en el Estadio de Yokohama en Yokohama, Japón.

## Lista de canciones
| N.º | Título | Escritor(es) | Duración |  |
| 1.  | «Wanna Be Startin' Somethin'» | Michael Jackson                                                                                                  | 6:32     |  |
| 2.  | «This Place Hotel» | Michael Jackson                                                                                                  | 4:43     |  |
| 3.  | «Another Part of Me» | Michael Jackson                                                                                                  | 4:24     |  |
| 4.  | «I Just Can't Stop Loving You» (dueto con Sheryl Crow)                                                                               | Michael Jackson                                                                                                  | 4:55     |  |
| 5.  | «She's Out of My Life» | Tom Bahler | 3:53     |  |
| 6.  | «I Want You Back/The Love You Save/I'll Be There»                                                                                    | Berry Gordy, Freddie Perren, Alphonzo Mizell, Deke Richards, Bob West, Willie Hutch, Hal Davis                   | 7:17     |  |
| 7.  | «Rock with You» | Rod Temperton | 4:23     |  |
| 8.  | «Human Nature» | Steve Porcaro, John Bettis                                                                                       | 5:12     |  |
| 9.  | «Smooth Criminal» | Michael Jackson                                                                                                  | 6:24     |  |
| 10. | «Dirty Diana» | Michael Jackson                                                                                                  | 6:24     |  |
| 11. | «Thriller» | Rod Temperton | 5:29     |  |
| 12. | «Bad Groove (The Band Jam Section)»                                                                                                  | Greg Phillinganes, Eric Clapton, Jim Gordon, Phil Collins, Barry Gibb, Maurice Gibb, Robin Gibb, Michael Jackson | 13:55    |  |
| 13. | «Workin' Day and Night» | Michael Jackson                                                                                                  | 7:59     |  |
| 14. | «Beat It» | Michael Jackson                                                                                                  | 6:45     |  |
| 15. | «Billie Jean» | Michael Jackson                                                                                                  | 8:36     |  |
| 16. | «Bad» | Michael Jackson                                                                                                  | 10:06    |  |
| 17. | «Man in the Mirror» | Siedah Garrett, Glen Ballard                                                                                     | 9:24     |  |
| 18. | «The Way You Make Me Feel» (actuado en el Estadio de Wembley, Londres el 15 de julio de 1988)                                        | Michael Jackson                                                                                                  | 5:22     |  |
| 19. | «I Just Can't Stop Loving You/Bad» (dueto con Sheryl Crow) (actuado en el Estadio de Yokohama, Yokohama el 26 de septiembre de 1987) | Michael Jackson                                                                                                  | 11:23    |  |

- "Bad Groove (The Band Jam Section)" contiene las siguientes partes
  - "Band Jam" (compuesta por Greg Phillinganes)
  - "Layla" (compuesta por Eric Clapton and Jim Gordon)
  - "Sussudio" (compuesta por Phil Collins)
  - "You Win Again" (compuesta por Barry Gibb, Maurice Gibb and Robin Gibb)
  - "Don't Stop 'Til You Get Enough" (compuesta por Michael Jackson)